# Stålboga bruk

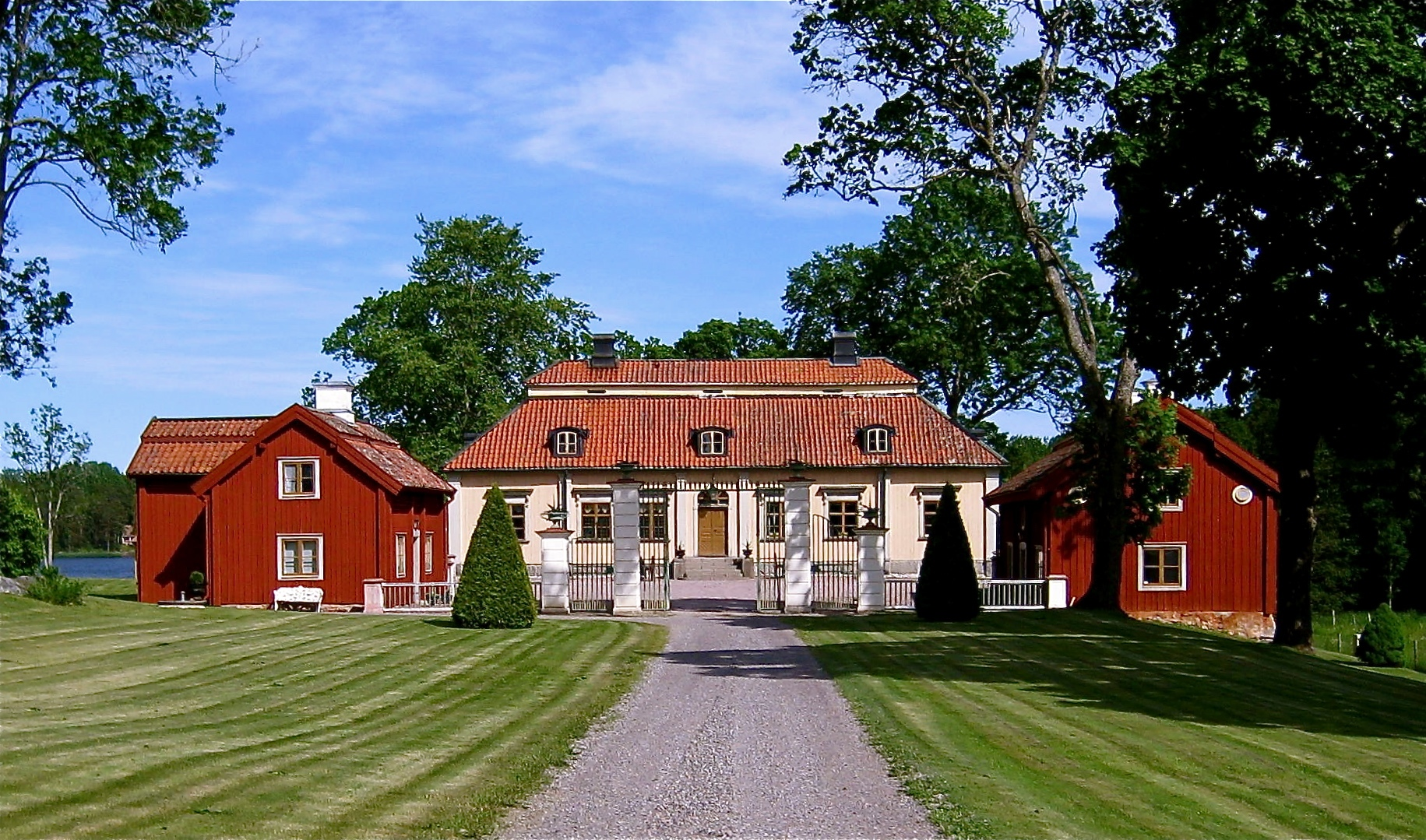
Stålboga bruk, år 2012.

Stålboga bruk, även känt som Stålbogatorp, var ett järnbruk beläget i Stålboga i Dunkers socken som grundades år 1641.
Bruket etablerades efter att gruvmästaren Georg Günther Kraill von Bemeberg upptäckte järnmalm på sin egendom, Mora gård, i samma socken, och påbörjade järnhantering i området. Under 1600-talet producerade Stålboga bruk stångjärn, Lancashiresmide, spik, kanonkulor, kanonlavetter, vikter och plåt. Bruket hade en årlig smidesrätt på 350 skeppund, cirka 47 ton, och använde malm från sina egna gruvor, Starrsäter, samt tackjärn från sin egen masugn, Björndammen.
År 1684 revs den gamla stångjärnshammaren och ersattes av en ny. Verksamheten utökades med en knipphammare för lavettsmide samt en spiksmedja. Den nya stångjärnshammaren och spiksmedjan revs på tidigt 1920-tal, medan knipphammaren revs på 1930-talet. Under 1700-talet var bruket också känt för att gjuta kanonrör vid Björndammens masugn.
I början av 1800-talet genomgick bruket omfattande förändringar och expansioner. Ett valsverk för stångjärn, plåt och manufakturjärn anlades 1868, vilket kraftigt ökade produktionen. År 1874 producerades 293 ton stångjärn. Trots denna framgång upphörde järnhanteringen vid Stålboga Bruk redan 1877. Efter detta användes platsen för en träullsfabrik, som också lades ned på 1940-talet och revs under 1950-talet.

## Ägare[1]
- Heinrich Richter, till 1640
- zur Schmieden och Piet, från 1640
- Nils Erdman Schönbergs släkt, från sent 1600-tal
- Knut Kurck, 1794-1831
- Fredrik von Friesendorff, 1831-1851
- Per Jansson, från 1851
- Gustaf Bernhard, 1851-1870-talet
- Baron von Fitinghoff, under 1870-talet
- Per Jonsson, ca 1890-1910
- Holmens Bruk, 1910-1979
- Nils och Maria Juto, från 1979